# Aphrodita tosaensis
Aphrodita tosaensis är en ringmaskart som beskrevs av Imajima 200. Aphrodita tosaensis ingår i släktet Aphrodita och familjen Aphroditidae. Inga underarter finns listade i Catalogue of Life.